# 東京栄養食糧専門学校
東京栄養食糧専門学校（とうきょうえいようしょくりょうせんもんがっこう）とは東京都世田谷区池尻にある私立の専門学校。運営は学校法人食糧学院、理事長・学院長は佐藤浩。前身は陸軍の外郭団体として設立された糧友会。

## 沿革
- 1939年（昭和14年） - 本郷真砂町に食糧学校を設置。初代校長　三井清一郎 学監 丸本彰造　顧問に鈴木梅太郎を迎える[1]
- 1946年（昭和21年） - 学校を世田谷区池尻に移転。財団法人食糧学校開校。
- 1947年（昭和22年） - 栄養士法制定に伴い、栄養士養成施設（1年制）として厚生大臣から指定された。
- 1957年（昭和32年） - 法人名称を食糧学院、学校名称を東京栄養食糧学校と改称。
- 1976年（昭和51年） - 学校教育法一部改正により、専修学校として認可される。
- 2003年（平成15年） - 管理栄養士学科開設。
- 2004年（平成16年） - 栄養教諭1・2種認可。

## 出身者
- 北堀篤 - 埼玉県秩父市長、元埼玉県議会議員、元秩父市議会議員、温泉旅館経営者
- 丹道夫 - 富士そば社長